# 871 Amneris
A 871 Amneris (ideiglenes jelöléssel 1917 BY) a Naprendszer kisbolygóövében található aszteroida. Max Wolf fedezte fel 1917. május 14-én, Heidelbergben.